# Fjällnora
Fjällnora är ett friluftsområde och i stort utsträckning även ett naturreservat en bit öster om Uppsala beläget vid sjön Trehörningen. Området är ett populärt utflyktsmål för framförallt Uppsalabor. I området finns vandringsleder, badplats, kanotuthyrning och camping bland annat. Vintertid plogas skridskospår på Trehörningen. Området ägs av Uppsala kommun.